# Epiphragma (Epiphragma) kerberti
Epiphragma (Epiphragma) kerberti is een tweevleugelige uit de familie steltmuggen (Limoniidae). De soort komt voor in het Oriëntaals gebied.